# Península de Almina
Península de Almina är en halvö i Spanien.   Den ligger i provinsen Ceuta och regionen Ceuta, i den södra delen av landet, 500 km söder om huvudstaden Madrid.